# IFNE
IFNE (англ. Interferon epsilon) – білок, який кодується однойменним геном, розташованим у людей на 9-й хромосомі. Довжина поліпептидного ланцюга білка становить 208 амінокислот, а молекулярна маса — 24 414.
| 10         |  | 20         |  | 30         |  | 40         |  | 50         |
| ---------- |  | ---------- |  | ---------- |  | ---------- |  | ---------- |
| MIIKHFFGTV |  | LVLLASTTIF |  | SLDLKLIIFQ |  | QRQVNQESLK |  | LLNKLQTLSI |
| QQCLPHRKNF |  | LLPQKSLSPQ |  | QYQKGHTLAI |  | LHEMLQQIFS |  | LFRANISLDG |
| WEENHTEKFL |  | IQLHQQLEYL |  | EALMGLEAEK |  | LSGTLGSDNL |  | RLQVKMYFRR |
| IHDYLENQDY |  | STCAWAIVQV |  | EISRCLFFVF |  | SLTEKLSKQG |  | RPLNDMKQEL |
| TTEFRSPR   |  |            |  |            |  |            |  |            |

A: Аланін

C: Цистеїн

D: Аспарагінова кислота

E: Глутамінова кислота

F: Фенілаланін

G: Гліцин

H: Гістидин

I: Ізолейцин

K: Лізин

L: Лейцин

M: Метіонін

N: Аспарагін

P: Пролін

Q: Глутамін

R: Аргінін

S: Серин

T: Треонін

V: Валін

W: Триптофан

Кодований геном білок за функцією належить до цитокінів. 
Задіяний у такому біологічному процесі, як противірусний захист. 
Секретований назовні.